# کوبولدو
کوبولدو (به لاتین: Koboldo) یک منطقهٔ مسکونی در روسیه است که در استان آمور واقع شده‌است.